# Adversário (criptografia)
Em criptografia, um adversário (excepcionalmente oponente, inimigo) é uma entidade maliciosa cujo objetivo é impedir que os usuários do sistema criptográfico atinjam seu objetivo (primariamente privacidade, integridade e disponibilidade de dados). Os esforços de um adversário podem tomar a forma de tentar descobrir dados secretos, corrompendo alguns dos dados no sistema, falsificando a identidade de um remetente ou destinatário de uma mensagem, ou forçando o tempo de inatividade do sistema.
Adversários reais, em oposição aos idealizados, são chamados de invasores. Não surpreendentemente, o primeiro termo predomina na criptografia e o segundo na literatura de segurança de computadores. Eve, Mallory, Oscar e Trudy são todos personagens adversários amplamente utilizados nos dois tipos de textos.
Essa noção de um adversário ajuda tanto o raciocínio intuitivo quanto o formal sobre os sistemas criptográficos, lançando uma análise de segurança dos sistemas criptográficos como um "jogo" entre os usuários e um inimigo coordenado centralmente. A noção de segurança de um sistema criptográfico é significativa apenas em relação a ataques particulares (geralmente presumidos por determinados tipos de adversários).
Existem vários tipos de adversários, dependendo das capacidades ou intenções que eles presumem ter. Adversários podem ser
- computacionalmente limitados ou ilimitados (ou seja, em termos de tempo e recursos de armazenamento),
- ouvintes ou Bizantinos (ou seja, escutando passivamente ou corrompendo ativamente os dados no canal),
- estáticos ou adaptativos (ou seja, com comportamento fixo ou variável),
- móveis ou não móveis (por exemplo, no contexto da segurança de rede)

e assim por diante. Na prática de segurança real, os ataques atribuídos a tais adversários são frequentemente vistos, portanto, essa análise nocional não é meramente teórica.
O sucesso de um adversário em quebrar um sistema é medido por sua vantagem. A vantagem de um adversário é a diferença entre a probabilidade do adversário de quebrar o sistema e a probabilidade de que o sistema possa ser quebrado simplesmente por meio de adivinhação. A vantagem é especificada como uma função do parâmetro de segurança.